# Steppe kazakhe
Localisation
La steppe kazakhe est une écorégion terrestre définie par le Fonds mondial pour la nature (WWF), qui appartient au biome des prairies, savanes et brousses tempérées de l'écozone paléarctique. Elle s'étend sur l'Asie centrale du fleuve Oural jusqu'aux contreforts de l'Altaï et occupe principalement le Nord du Kazakhstan ainsi que l’extrémité méridionale de la Sibérie russe (oblast d'Omsk, oblast de Novossibirsk et kraï de l'Altaï).
Les limites de la steppe kazakhe coïncident avec un centre de haute pression atmosphérique. Les étés sont généralement chauds et secs et les hivers froids, avec de fréquentes tempêtes de neige appelées « bouranes ».

## Population
La partie occidentale de la steppe kazakhe est très faiblement peuplée, avec entre deux et trois personnes par kilomètre carré. À mesure que l'on se dirige vers l'est, à travers les plaines, la densité de population augmente pour atteindre entre quatre et sept personnes par kilomètre carré. Les Kazakhs constituent la majorité des habitants de la région. La Russie loue environ 7 360 kilomètres carrés dans la région sud de la steppe pour le plus ancien centre de lancement spatial du monde, le cosmodrome de Baïkonour. 

## Flore
En raison des faibles précipitations, la steppe compte peu d'arbres et se compose principalement de prairies et de vastes zones sablonneuses. La végétation typique comprend l'herbe à plumes (Stipa), l'armoise (Artemisia) et la fétuque (Festuca). 

## Faune
Les animaux que l'on trouve dans les steppes kazakhes sont l'antilope saïga, le chevreuil de Sibérie, le loup, le renard, le blaireau, la gerbille de Mongolie et la tortue des steppes.